# Fatehgarh Sahib
Fatehgarh Sahib (censita come Sirhind-Fatehgarh in quanto comprensiva della vicina località di Sirhind)  è una città dell'India di 50.788 abitanti, capoluogo del distretto di Fatehgarh Sahib, nello stato federato del Punjab. In base al numero di abitanti la città rientra nella classe II (da 50.000 a 99.999 persone).

## Geografia fisica
La città è situata a 30° 38' 44 N e 76° 22' 57 E e ha un'altitudine di 261 m s.l.m..

## Società

### Evoluzione demografica
Al censimento del 2001 la popolazione di Fatehgarh Sahib assommava a 50.788 persone, delle quali 27.345 maschi e 23.443 femmine. I bambini di età inferiore o uguale ai sei anni assommavano a 6.334, dei quali 3.591 maschi e 2.743 femmine. Infine, coloro che erano in grado di saper almeno leggere e scrivere erano 35.813, dei quali 20.188 maschi e 15.625 femmine.